# サッカー南カメルーン代表
サッカー南カメルーン代表（サッカーみなみカメルーンだいひょう）は、南カメルーンサッカー協会により編成される南カメルーンのサッカーのナショナルチームである。南カメルーン代表は、FIFA及び、CAFに加盟していない。
2005年に創られた南カメルーンサッカー協会は、オランダに本部があり、国際的にその地位が認められることを現在の活動目標としている。
南カメルーン代表は、NF-Boardの暫定的なメンバーである。そのNF-Boardのチームが参加する、第一回VIVAワールドカップに参加する予定であったが、ビザの問題のために参加できず、代表は全ての試合を棄権している。